# Deylův ostrůvek
Deylův ostrůvek este o arie protejată (arie specială de conservare — SAC, sit de importanță comunitară — SCI) din Republica Cehă întinsă pe o suprafață de 1,01 ha, integral pe uscat.

## Localizare
Centrul sitului Deylův ostrůvek este situat la coordonatele 49°30′08″N 17°14′30″E / 49.502222°N 17.241667°E.

## Înființare
Situl Deylův ostrůvek a fost declarat sit de importanță comunitară în noiembrie 2009 pentru a proteja 2 specii de animale. Situl a fost protejat și ca arie specială de conservare în mai 2015.

## Biodiversitate
Situată în ecoregiunea continentală, aria protejată nu include niciun habitat protejat.
La baza desemnării sitului se află mai multe specii protejate de  amfibieni (2): buhai de baltă cu burta roșie (Bombina bombina), triton cu creastă (Triturus cristatus).